# Lagoptera defasciata
Lagoptera defasciata là một loài bướm đêm trong họ Erebidae.